# Chitarra portoghese
La chitarra portoghese è uno strumento musicale a corda pizzicata.
Ha la cassa di risonanza a forma di pera, sei paia di corde, che vengono chiamati "ordini" e la paletta a forma di ventaglio.

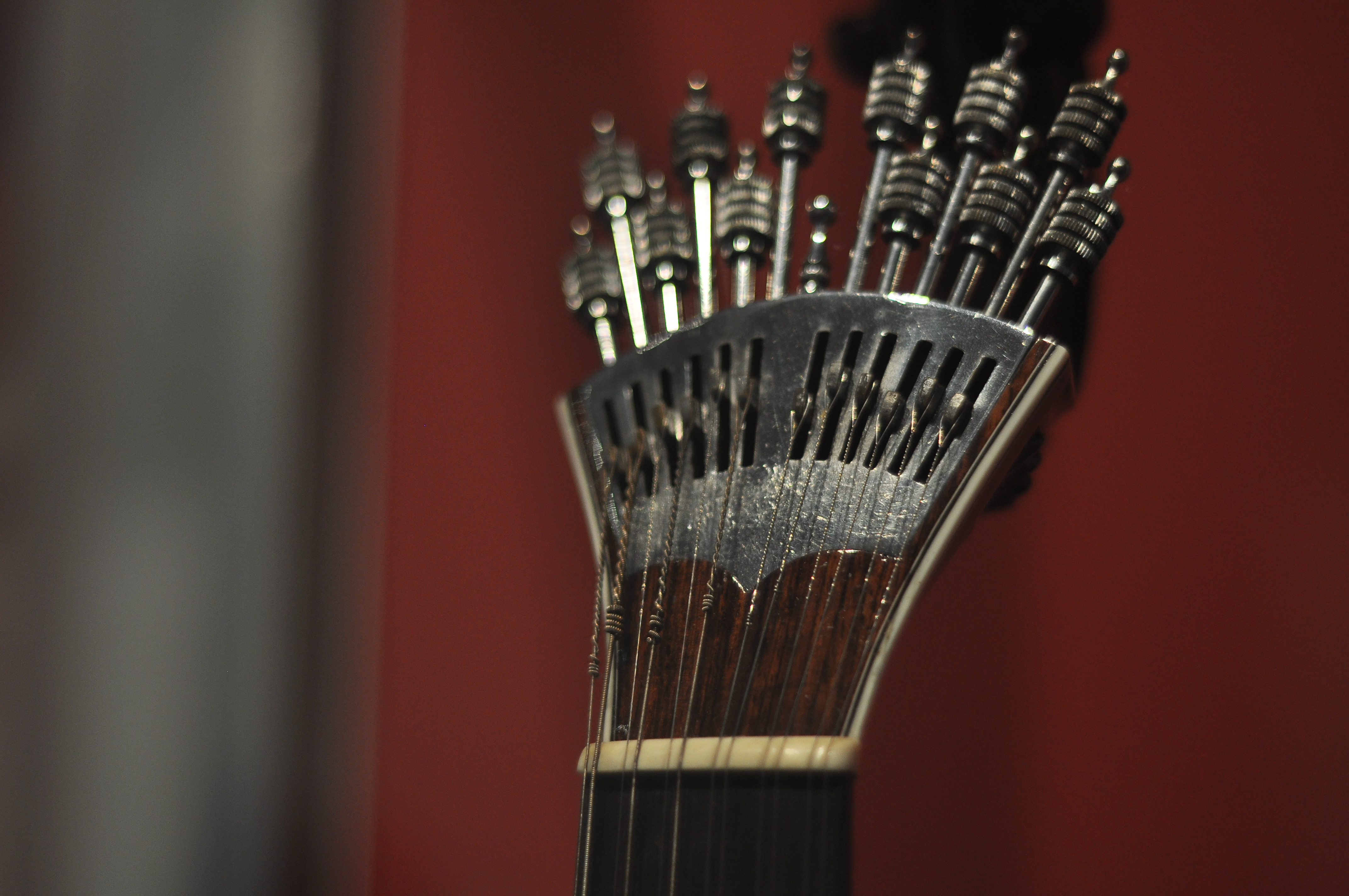
Dettaglio del manico

Per la sua accordatura si usano chiavi e per suonarla si utilizzano spesso penne dette "unhas". Oggi, nella sua forma moderna, nata intorno al XIX secolo, si suona prevalentemente per accompagnare il fado. L'accordatura dello strumento è aperta ed è, dalla nota più alta a quella più bassa, si, la, mi, si, la, re.
Esistono due varianti dello strumento: la lisboeta e la coimbrinha. Quest'ultima porta un'accordatura di un tono più basso.
Esistono tre stili di esecuzione per la guitarra portuguésa: quello lisboeta, il più tipico del fado, quello coimbrinho influenzato dalla musica corale e quello porto più rivolto verso le armonie; ma è comune ai tre stili la tecnica della "corda solta" sia nelle melodie sia nelle armonie e ciò è possibile anche sfruttando il fatto che la musica portoghese, ed il fado in particolare, sono musiche tonali; ciò comporta frequenti aperture di accordi e di note per none e per seste.

## Storia
È uno strumento la cui origine è molto remota; deriva dalla cetra rinascimentale italiana. Le prime modifiche furono fatte dal liutaio inglese Simpson a fine '700. L'attuale forma fu definitivamente elaborata dal liutaio di corte Pereira che fu anche l'inventore della meccanica "a pettine" che è tipica di questo strumento. L'accordatura è rimasta la medesima della cetra ed offre il vantaggio di obbligare l'esecutore a sfruttare la lunghezza del manico, ottenendo le tipiche note  "scivolate".
Una leggenda di Lisbona vuole che la guitarra portuguésa sia stata inventata da una prostituta, Maria Severa Onofriana, spesso richiamata nei brani popolari, che esercitava il mestiere di prostituta nel bordello della Mouraria (un quartiere di Lisbona).

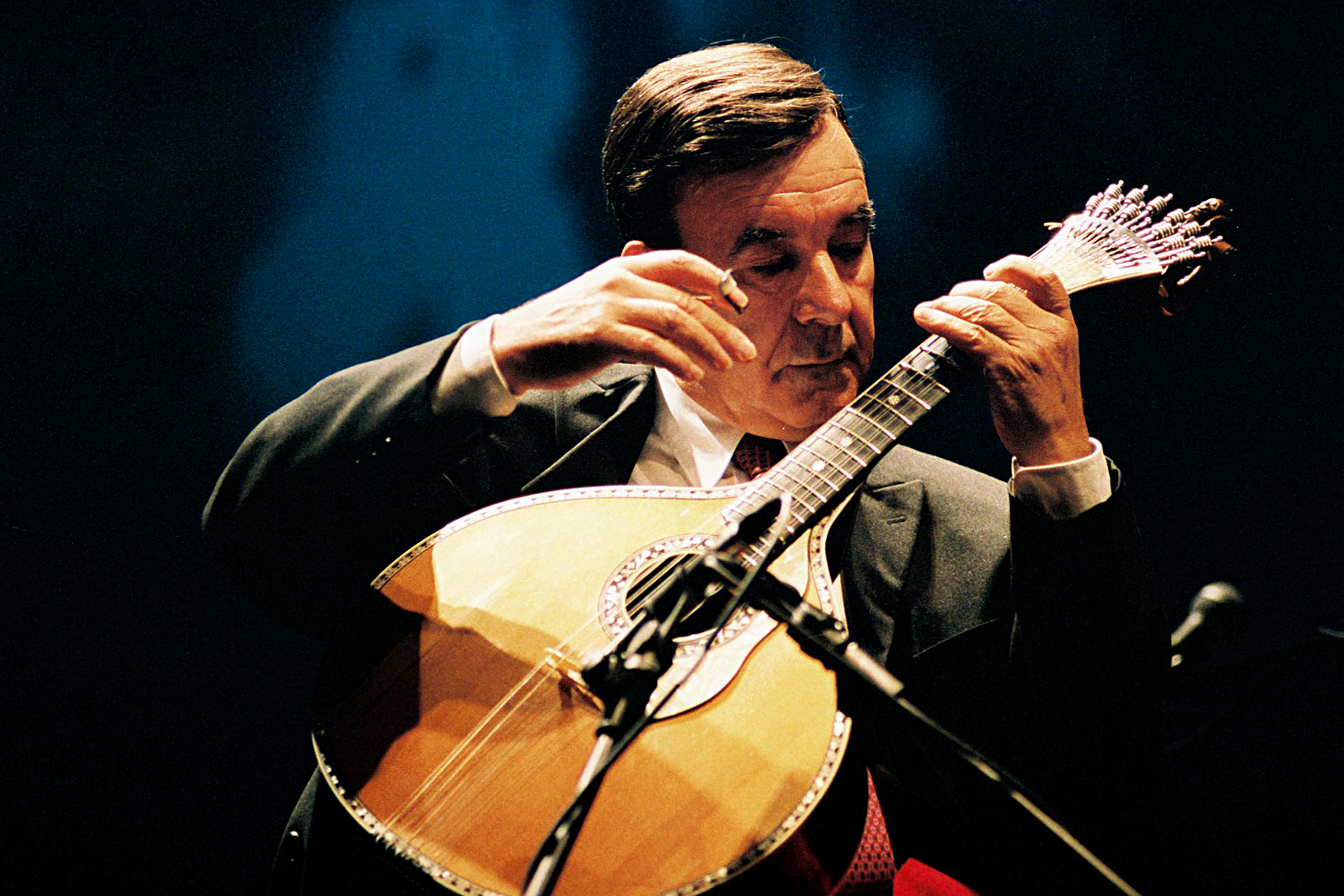
António Chainho in concerto mentre suona una chitarra portoghese.

## Principali interpreti
Il classico ruolo della chitarra portoghese nel fado fu definitivamente stabilito da alcuni grandi strumentisti: Armandinho (Salgado Armando Freire), Domingos Camarinha, Jaime Santos, Raul Nery, José Fontes Rocha, poi Carlos Gonçalves (per 35 anni guitarrista di Amália Rodrigues), António Chainho fino ai più recenti Alcino Frazao, Ricardo Rocha, José Manuel Neto, Angelo Freire, Bernard Couto, Luìs Petisca, Fernando Silva, ecc.

### Nella musica classica
Alcuni interpreti come António Brojo, António Portugal e soprattutto Gonçalo Paredes e suo figlio Artur e suo nipote Carlos, la portarono nella musica classica portoghese.

### Nel rock
Veniva spesso usata dal chitarrista degli Yes, Steve Howe, nella versione live della prima parte (intitolata Your move) della canzone I've Seen All Good People dall'album The Yes Album.